# Corderoïta
La corderoïta és un mineral sulfur-clorur de mercuri extremadament rar. Va ser anomenada en honor de l'antic nom de l'indret on va ser descoberta: la mina Cordero, a Nevada.

## Característiques
La fórmula química de la corderoïta és Hg₃S₂Cl₂. Cristal·litza en el sistema isomètric. Sol trobar-se en vetes que substitueixen el cinabri. La seva duresa a l'escala de Mohs és 3. És el dimorf de la lavrentievita.

## Formació i jaciments
La corderoïta es froma en els sediments de llits de llacs i les toves de riolita silicificades subjacents, possiblement d'origen secundari de baixa temperatura (mina McDermitt, Nevada, EUA); i també s'ha trobat en l'ambient d'un dipòsit hidrotermal oxidat (dipòsit d'Arzak, Rússia).
Va ser descoberta a la mina McDermitt (antiga mina Cordero), Opalite District, al comtat de Humboldt (Nevada, Estats Units). També ha estat descrita a Alemanya, l'Argentina, Espanya, els Estats Units, França, l'Iran, Kirguizstan, Rússia i Xile.